# Sommelonne
Sommelonne est une commune française située dans le département de la Meuse, en région Grand Est. En dialecte, le village se nommait Soumeloune.

## Géographie
Le territoire de la commune est limitrophe de 7 communes, dont Chancenay se trouve dans le département limitrophe de la Haute-Marne.
| Baudonvilliers          | L'Isle-en-Rigault | Saudrupt         |
| Chancenay (Haute-Marne) | Sommelonne        | Haironville      |
| Ancerville              |                   | Rupt-aux-Nonains |

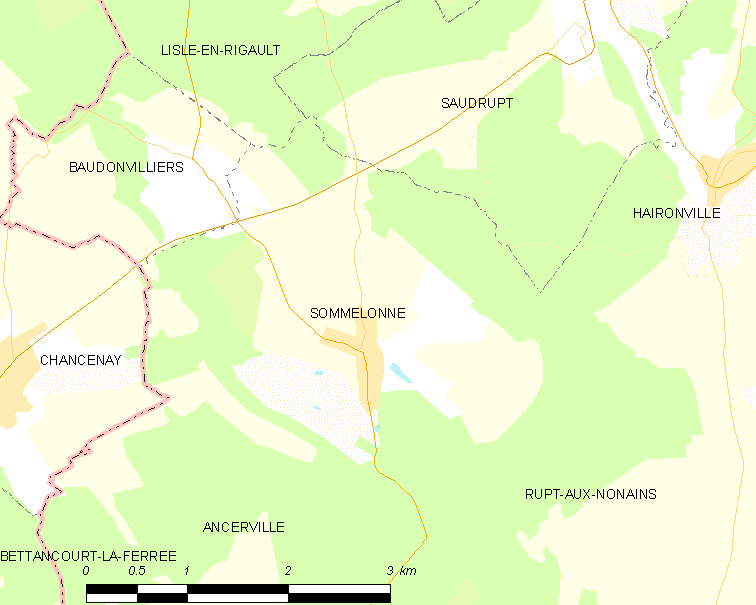
Carte de la commune.
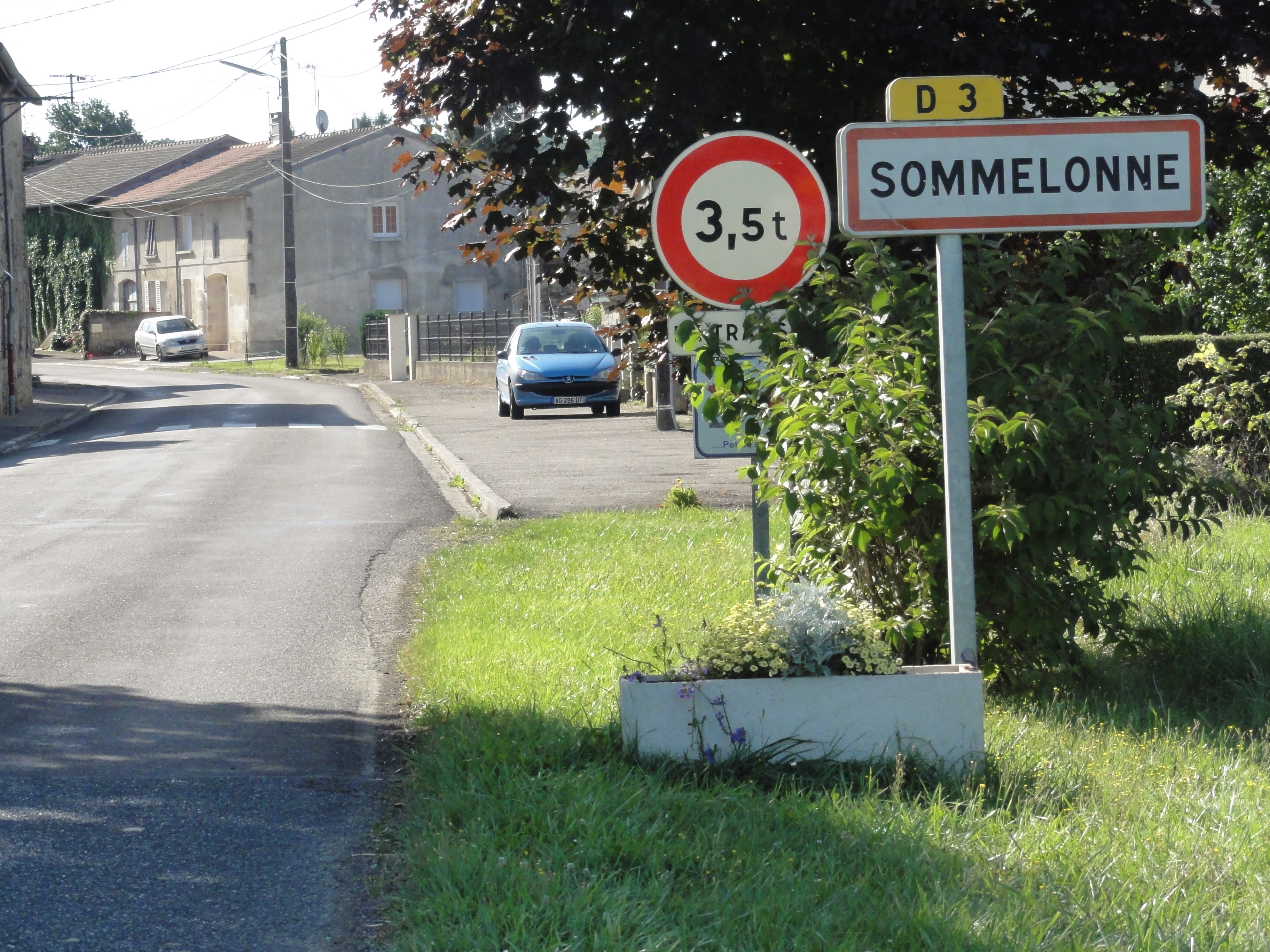
Entrée de Sommelonne.
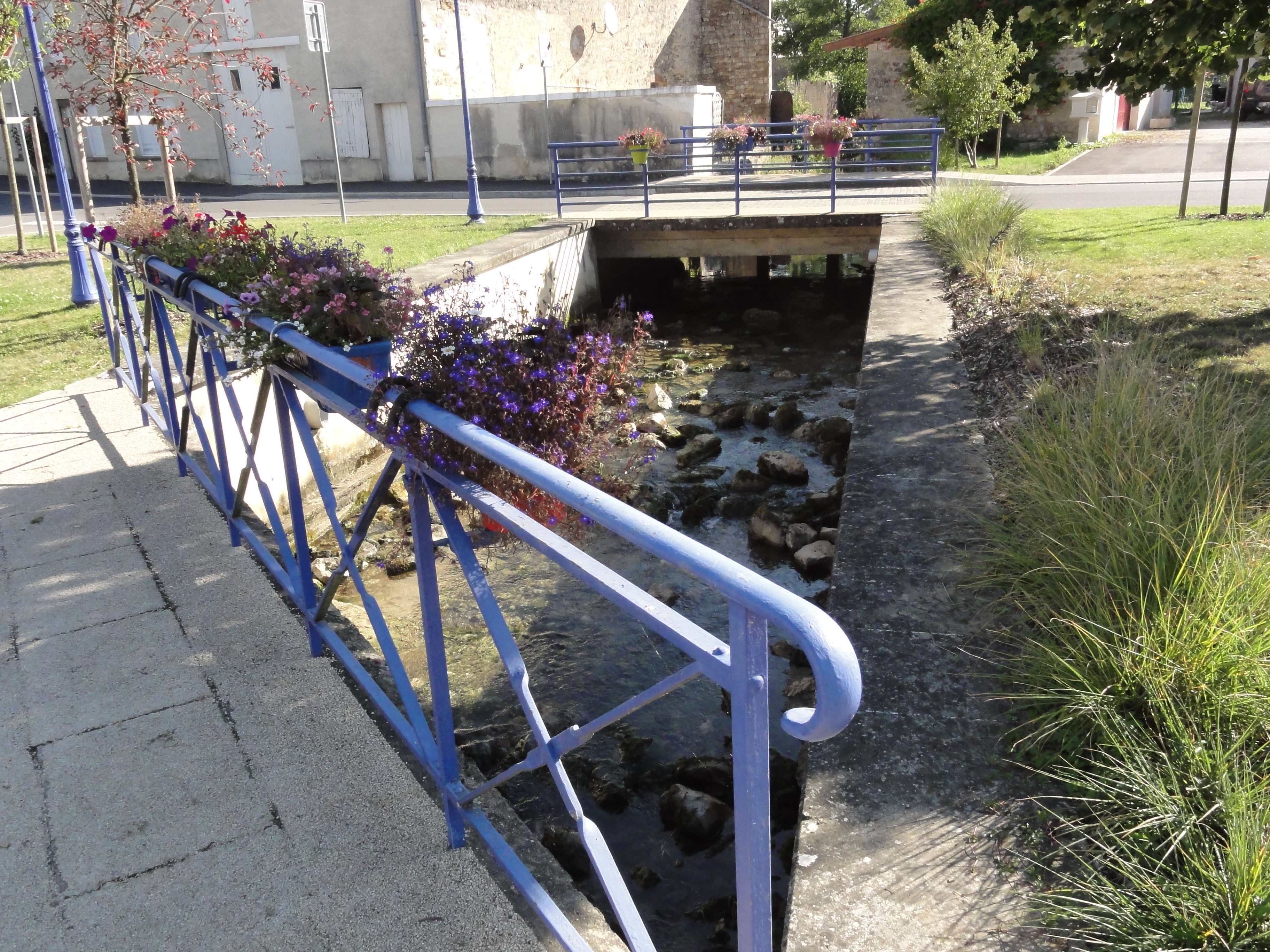
L'Ornel à Sommelonne.
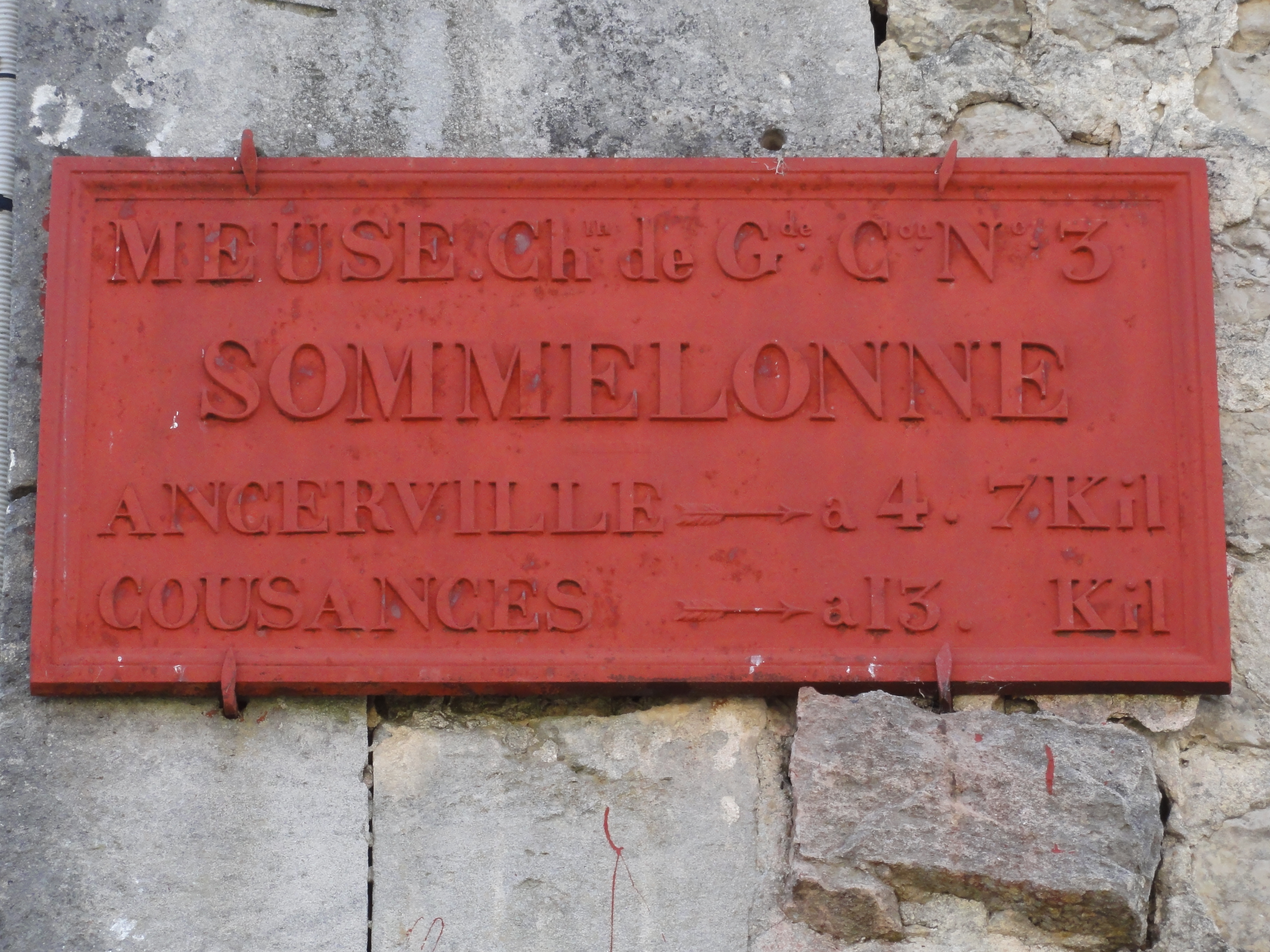
Plaque de cocher.

### Hydrographie
La commune est dans la région hydrographique « la Seine de sa source au confluent de l'Oise (exclu) » au sein du bassin Seine-Normandie. Elle est drainée par l'Ornel et le ruisseau de Baudonvilliers,.
L'Ornel, d'une longueur de 14 km, prend sa source dans la commune de Sommelonne (le "Trou bleu") et se jette dans la Marne à Saint-Dizier, après avoir traversé cinq communes.

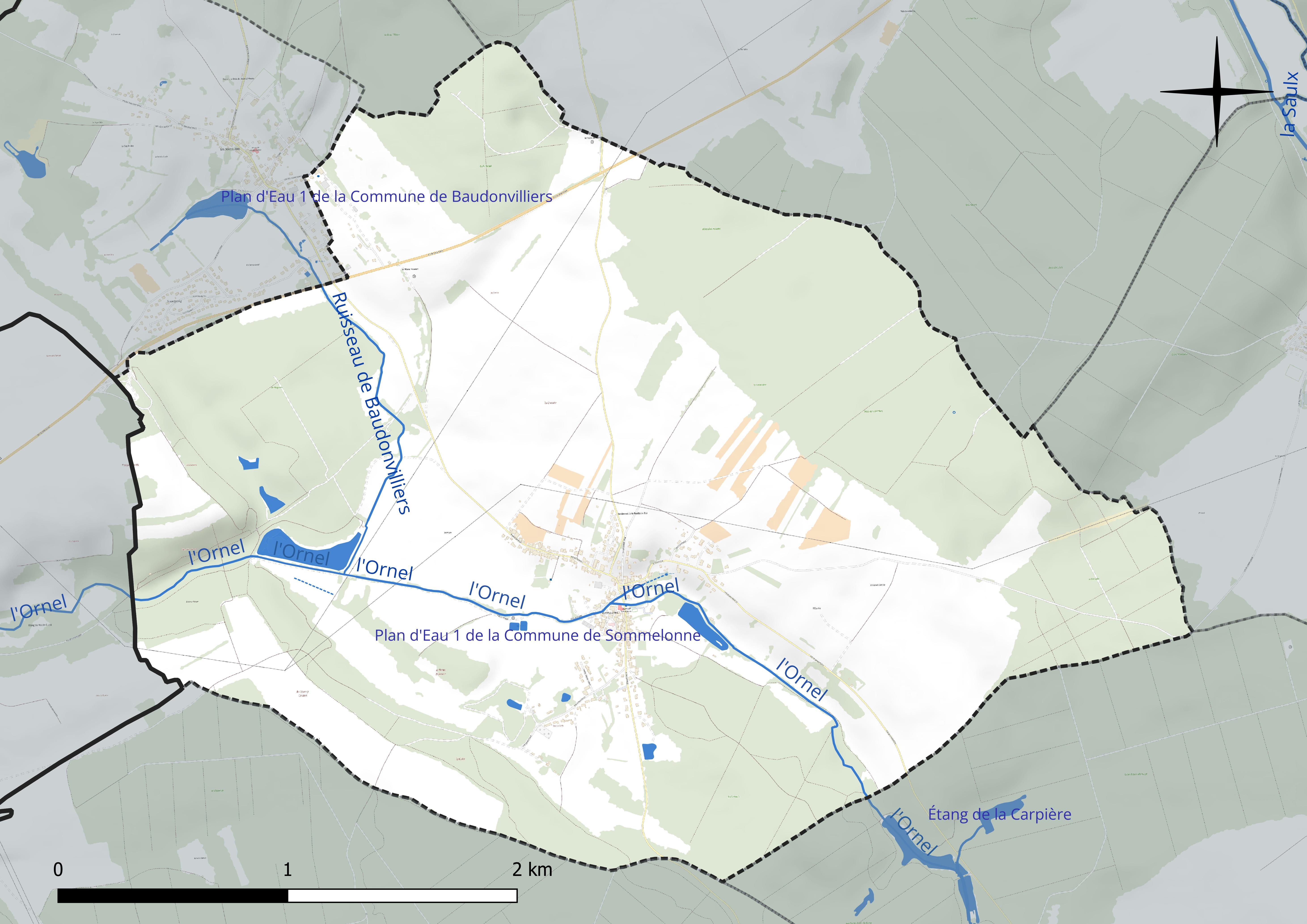
Réseau hydrographique de Sommelonne.

Un plan d'eau complète le réseau hydrographique : le plan d'eau 1 de la commune de Sommelonne (1,5 ha),.

### Climat
Pour des articles plus généraux, voir Climat du Grand Est et Climat de la Meuse.
En 2010, le climat de la commune est de type climat de montagne, selon une étude du Centre national de la recherche scientifique s'appuyant sur une série de données couvrant la période 1971-2000. En 2020, Météo-France publie une typologie des climats de la France métropolitaine dans laquelle la commune est exposée à un climat océanique altéré et est dans la région climatique  Lorraine, plateau de Langres, Morvan, caractérisée par un hiver rude (1,5 °C), des vents modérés et des brouillards fréquents en automne et hiver.
Pour la période 1971-2000, la température annuelle moyenne est de 10,1 °C, avec une amplitude thermique annuelle de 15,8 °C. Le cumul annuel moyen de précipitations est de 982 mm, avec 13,6 jours de précipitations en janvier et 9,4 jours en juillet. Pour la période 1991-2020, la température moyenne annuelle observée sur la station météorologique de Météo-France la plus proche, « Saint-Dizier », sur la commune de Saint-Dizier à 7 km à vol d'oiseau, est de 11,6 °C et le cumul annuel moyen de précipitations est de 794,5 mm. 
La température maximale relevée sur cette station est de 41,4 °C, atteinte le 25 juillet 2019 ; la température minimale est de −22,5 °C, atteinte le 14 février 1956,,.
Les paramètres climatiques de la commune ont été estimés pour le milieu du siècle (2041-2070) selon différents scénarios d'émission de gaz à effet de serre à partir des nouvelles projections climatiques de référence DRIAS-2020. Ils sont consultables sur un site dédié publié par Météo-France en novembre 2022.

## Urbanisme

### Typologie
Au 1er janvier 2024, Sommelonne est catégorisée commune rurale à habitat dispersé, selon la nouvelle grille communale de densité à sept niveaux définie par l'Insee en 2022.
Elle est située hors unité urbaine. Par ailleurs la commune fait partie de l'aire d'attraction de Saint-Dizier, dont elle est une commune de la couronne,. Cette aire, qui regroupe 72 communes, est catégorisée dans les aires de 50 000 à moins de 200 000 habitants,.

### Occupation des sols
L'occupation des sols de la commune, telle qu'elle ressort de la base de données européenne d’occupation biophysique des sols Corine Land Cover (CLC), est marquée par l'importance des territoires agricoles (52,1 % en 2018), en diminution par rapport à 1990 (53,9 %). La répartition détaillée en 2018 est la suivante : 
forêts (40,9 %), terres arables (37,9 %), prairies (7,2 %), zones agricoles hétérogènes (6,9 %), zones urbanisées (4,5 %), milieux à végétation arbustive et/ou herbacée (2,5 %). L'évolution de l’occupation des sols de la commune et de ses infrastructures peut être observée sur les différentes représentations cartographiques du territoire : la carte de Cassini (XVIIIe siècle), la carte d'état-major (1820-1866) et les cartes ou photos aériennes de l'IGN pour la période actuelle (1950 à aujourd'hui).

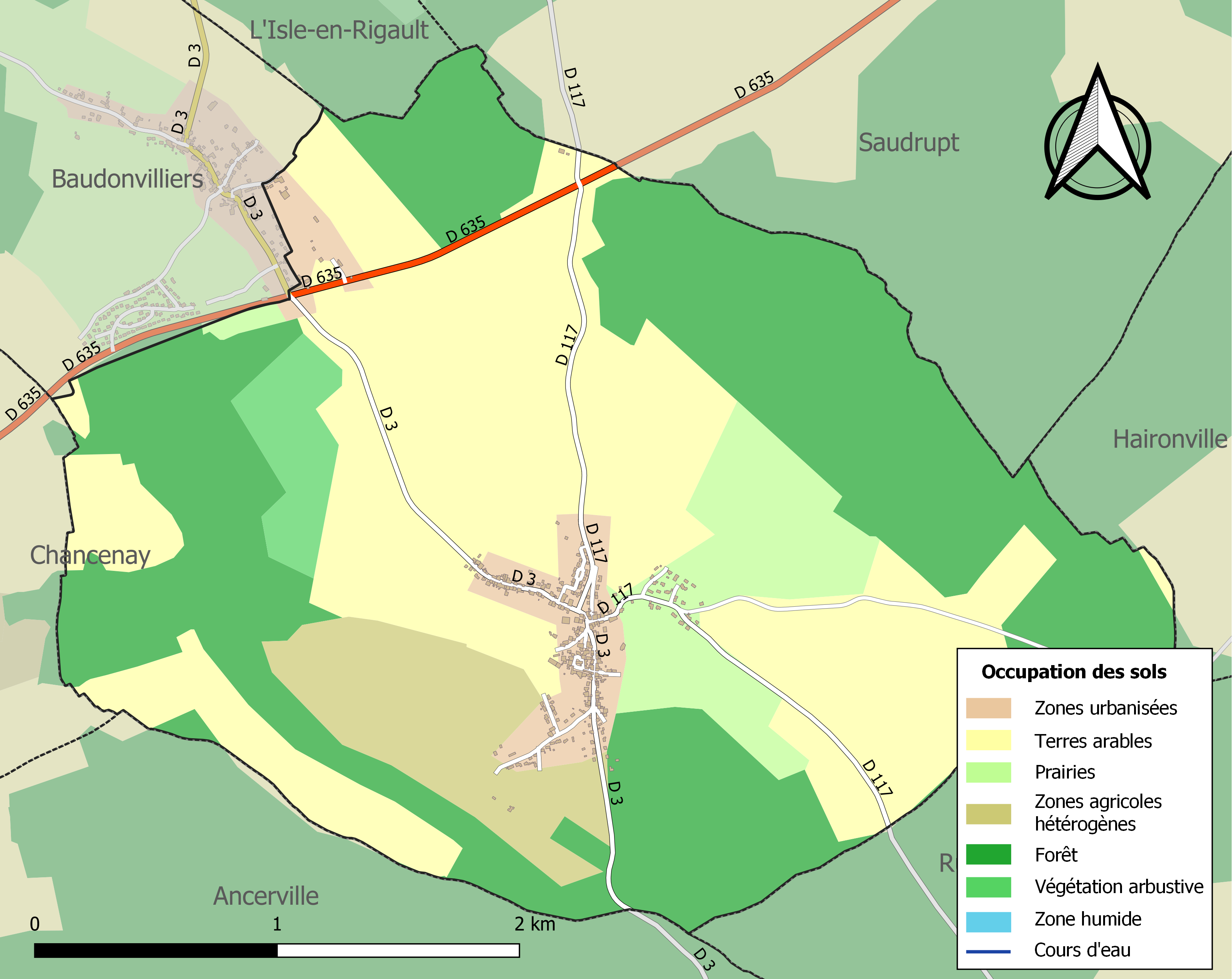
Carte des infrastructures et de l'occupation des sols de la commune en 2018 (CLC).

## Toponymie
Le nom de la localité est attesté sous les formes Sommelongue (1146) ; Summalona (1154) ; Somme-Lonne (1187) ; Sommelonia (1749).

Du latin summa (« Source ») et la Lonne, « La source de la Lonne », fontaine sur territoire de Sommelonne. Albert Dauzat l'interprète comme « La source de l'Ornel », ruisseau qui a sa source sur le territoire de Sommelonne et se jette dans la Marne à Saint-Dizier.

## Politique et administration
| Période                                  | Période   | Identité       | Étiquette | Qualité      |
| ---------------------------------------- | --------- | -------------- | --------- | ------------ |
| Les données manquantes sont à compléter. |           |                |           |              |
| septembre 2004                           | mars 2008 | Daniel Fores   |           |              |
| mars 2008                                | mai 2020  | Pascal Queruel |           |              |
| mai 2020                                 | En cours  | Roland Dufour  |           | Ancien cadre |

## Population et société

### Démographie
L'évolution du nombre d'habitants est connue à travers les recensements de la population effectués dans la commune depuis 1793. Pour les communes de moins de 10 000 habitants, une enquête de recensement portant sur toute la population est réalisée tous les cinq ans, les populations de référence des années intermédiaires étant quant à elles estimées par interpolation ou extrapolation. Pour la commune, le premier recensement exhaustif entrant dans le cadre du nouveau dispositif a été réalisé en 2004.

En 2022, la commune comptait 401 habitants, en évolution de −14,5 % par rapport à 2016 (Meuse : −4,4 %, France hors Mayotte : +2,11 %).
| 1793 | 1800 | 1806 | 1821 | 1831 | 1836 | 1841 | 1846 | 1851 |
| ---- | ---- | ---- | ---- | ---- | ---- | ---- | ---- | ---- |
| 399  | 389  | 429  | 470  | 481  | 502  | 531  | 555  | 558  |

| 1856 | 1861 | 1866 | 1872 | 1876 | 1881 | 1886 | 1891 | 1896 |
| ---- | ---- | ---- | ---- | ---- | ---- | ---- | ---- | ---- |
| 480  | 495  | 493  | 481  | 470  | 492  | 464  | 404  | 374  |

| 1901 | 1906 | 1911 | 1921 | 1926 | 1931 | 1936 | 1946 | 1954 |
| ---- | ---- | ---- | ---- | ---- | ---- | ---- | ---- | ---- |
| 344  | 285  | 285  | 307  | 272  | 278  | 259  | 257  | 309  |

| 1962 | 1968 | 1975 | 1982 | 1990 | 1999 | 2004 | 2006 | 2009 |
| ---- | ---- | ---- | ---- | ---- | ---- | ---- | ---- | ---- |
| 305  | 344  | 325  | 347  | 462  | 479  | 501  | 501  | 500  |

| 2014 | 2019 | 2022 | - | - | - | - | - | - |
| ---- | ---- | ---- | - | - | - | - | - | - |
| 476  | 428  | 401  | - | - | - | - | - | - |

## Vie associative
- Les Créatifs de l'Ornel.
- Gym et Bien Être.
- Comité des Fêtes.

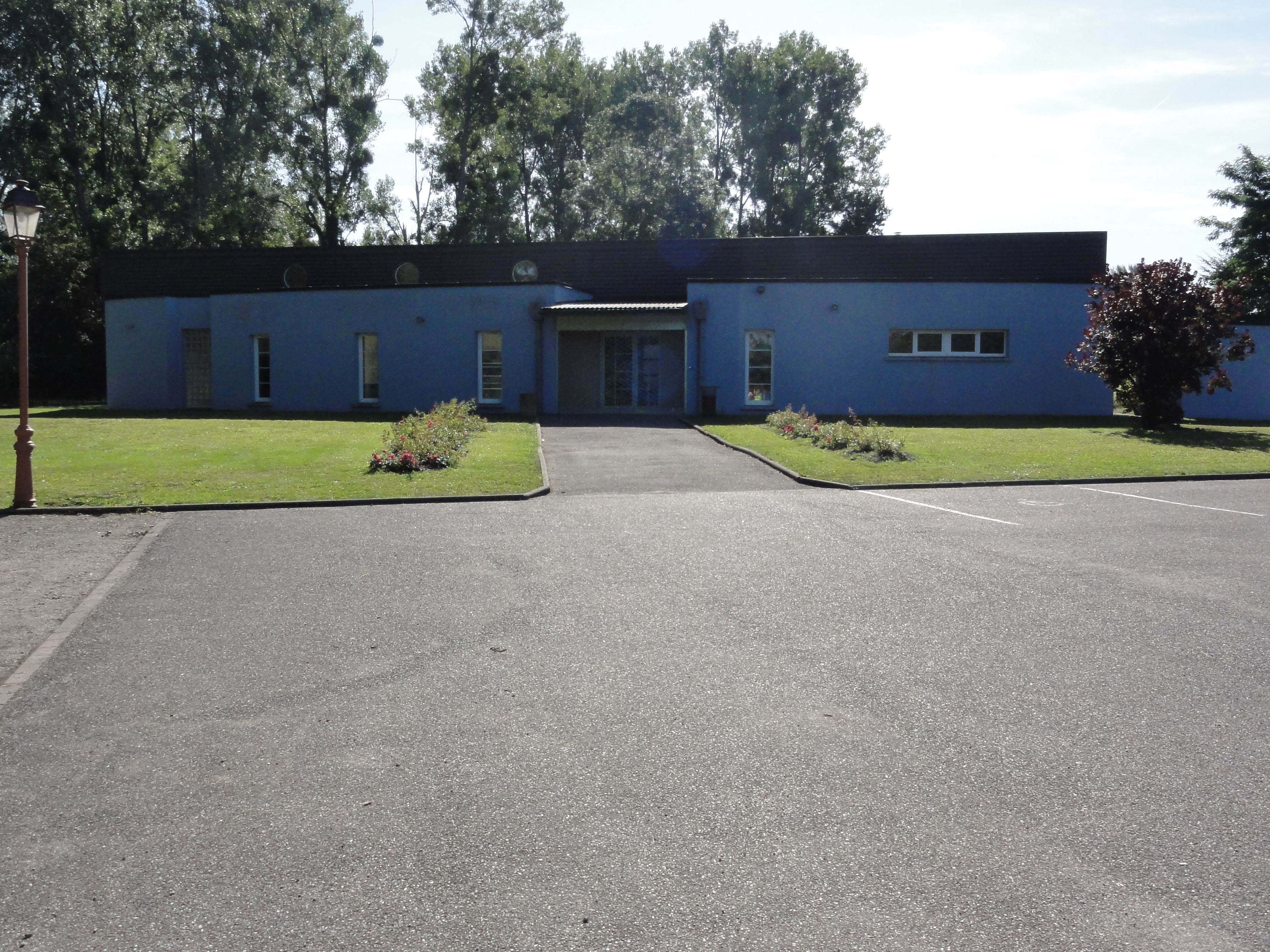
Salle des fêtes.

- Retina France, branche locale (association à but non lucratif, organisateur de manifestations pour recueillir des fonds pour la recherche thérapeutique en ophtalmologie).
- Les Chasseurs.

## Culture locale et patrimoine

### Lieux et monuments
- Église Saint-Vincent de Sommelonne.
- Monument aux morts.
- Lavoir.
- Oratoire.
- La Grande Fontaine de Sommelonne, surnommée Le Trou bleu, cavité souterraine et source de la Lonne, affluent de l'Ornel[25].

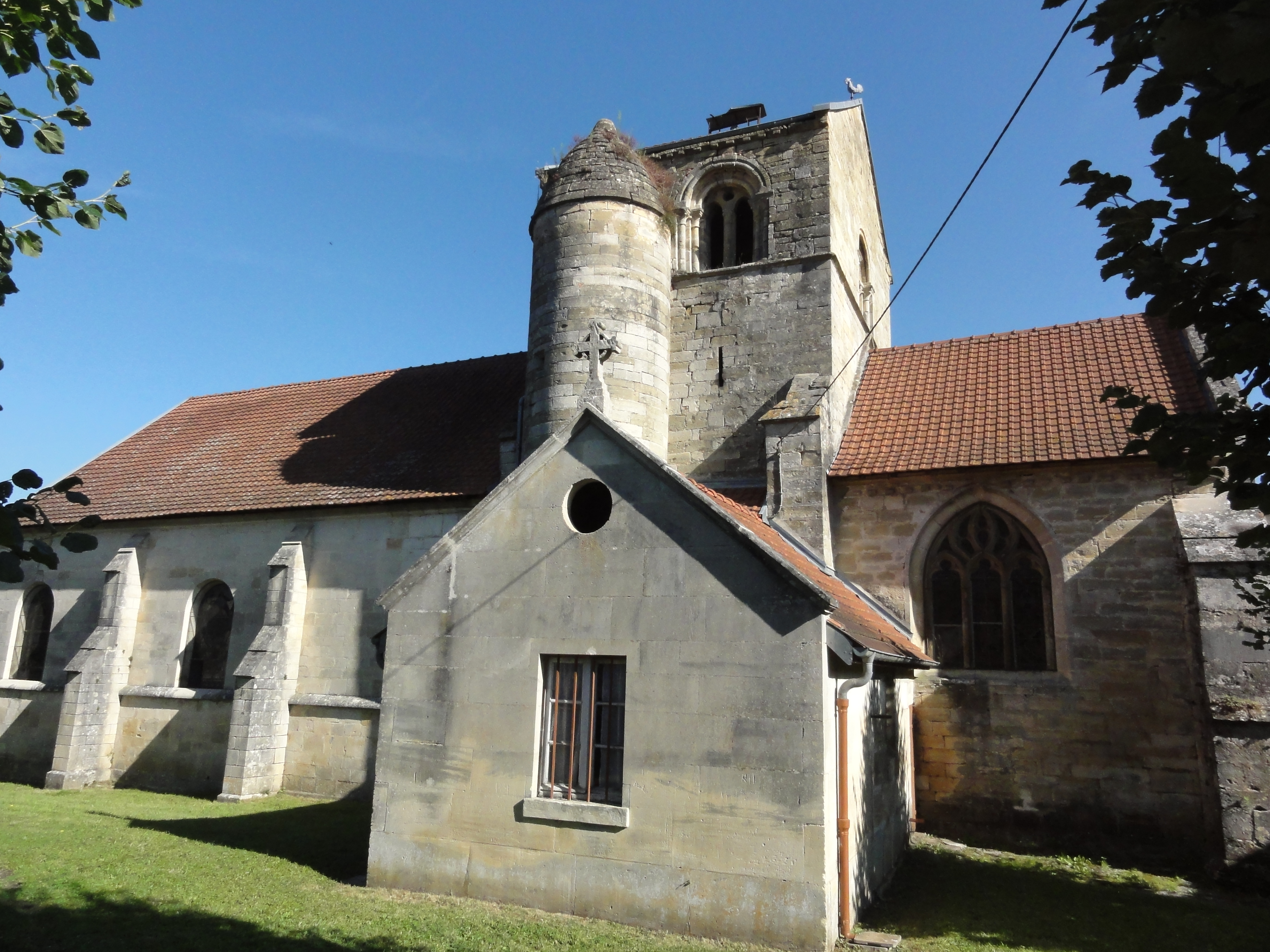
Église Saint-Vincent.
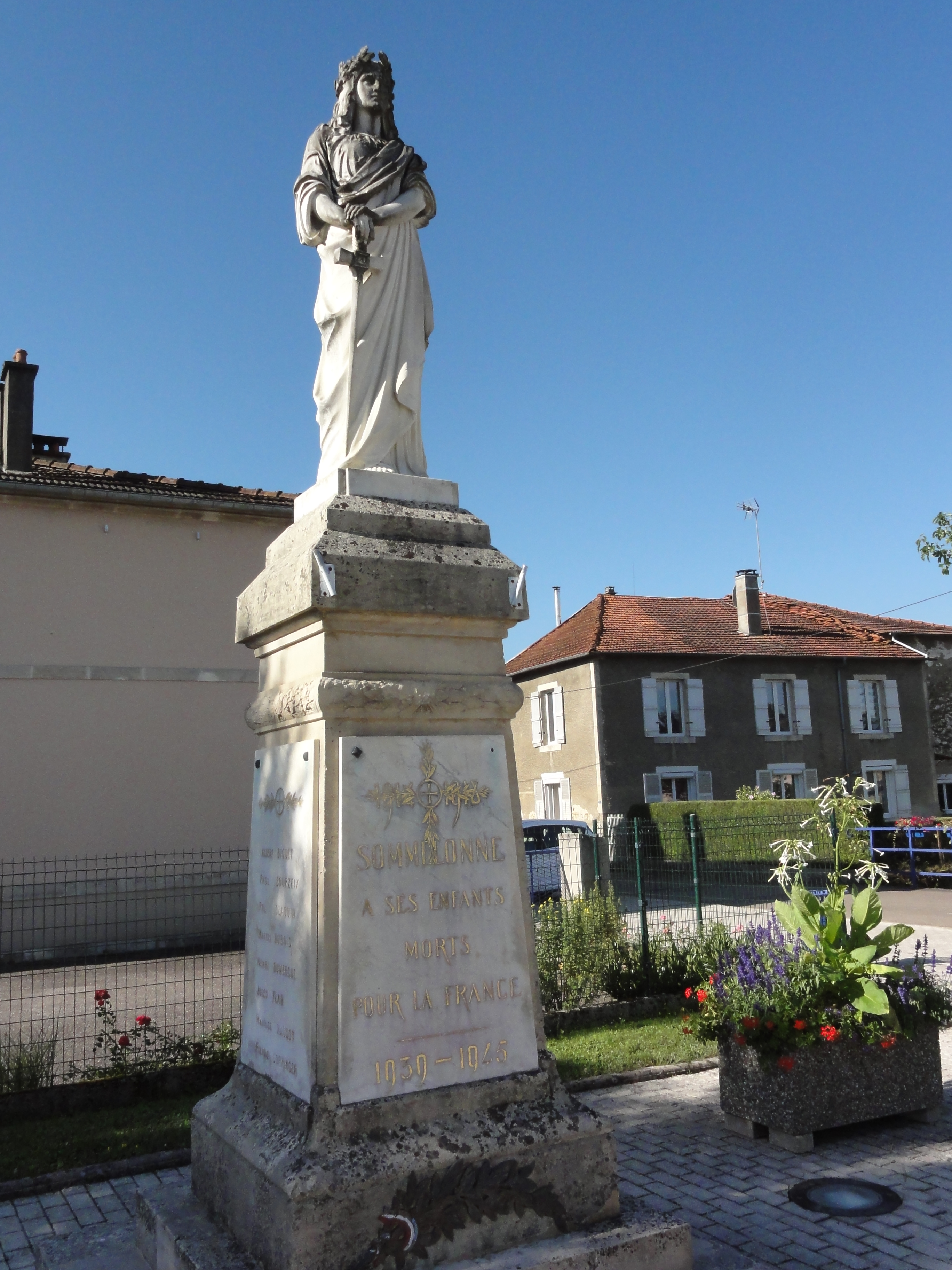
Monument aux morts.
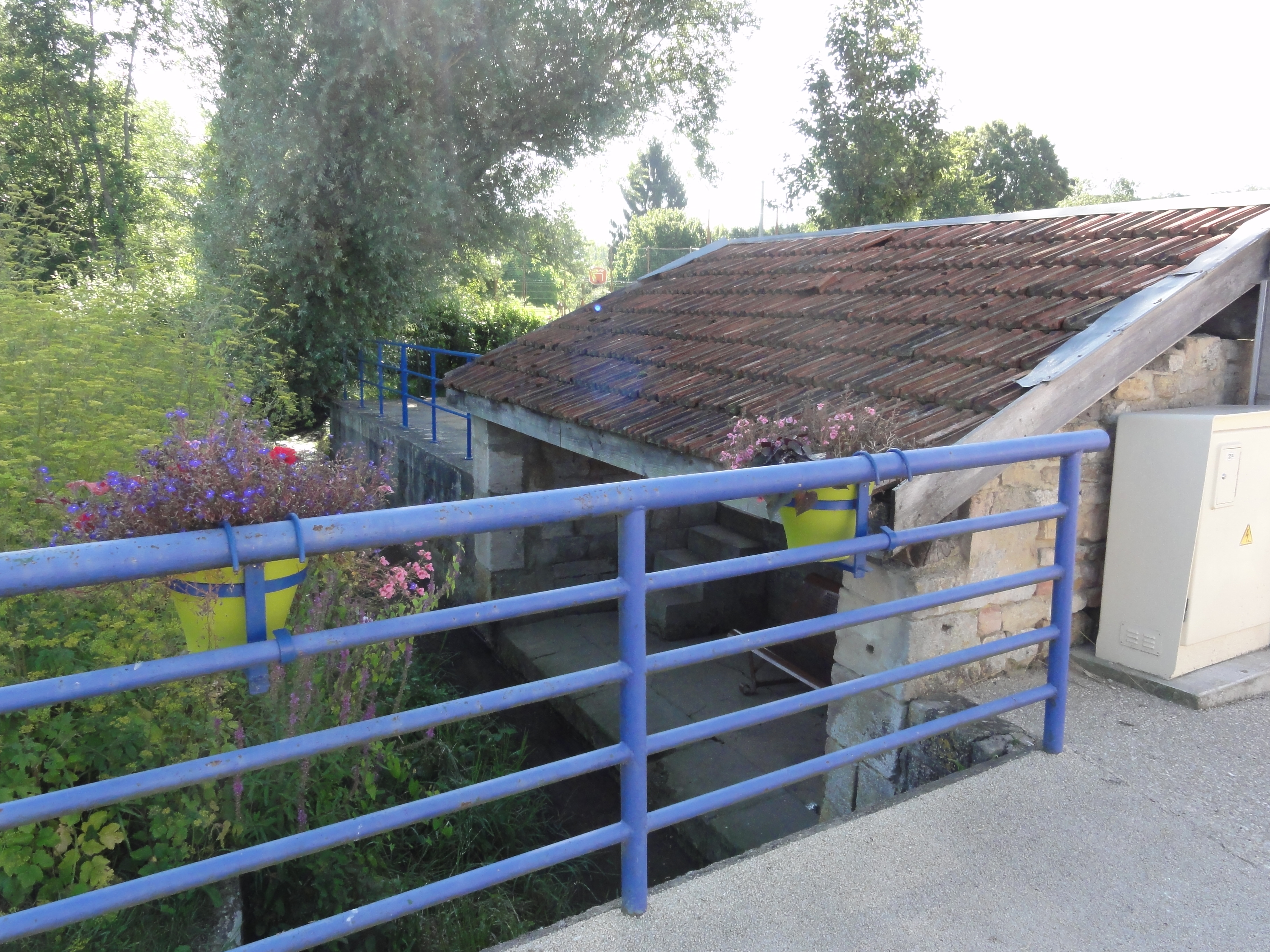
Lavoir.
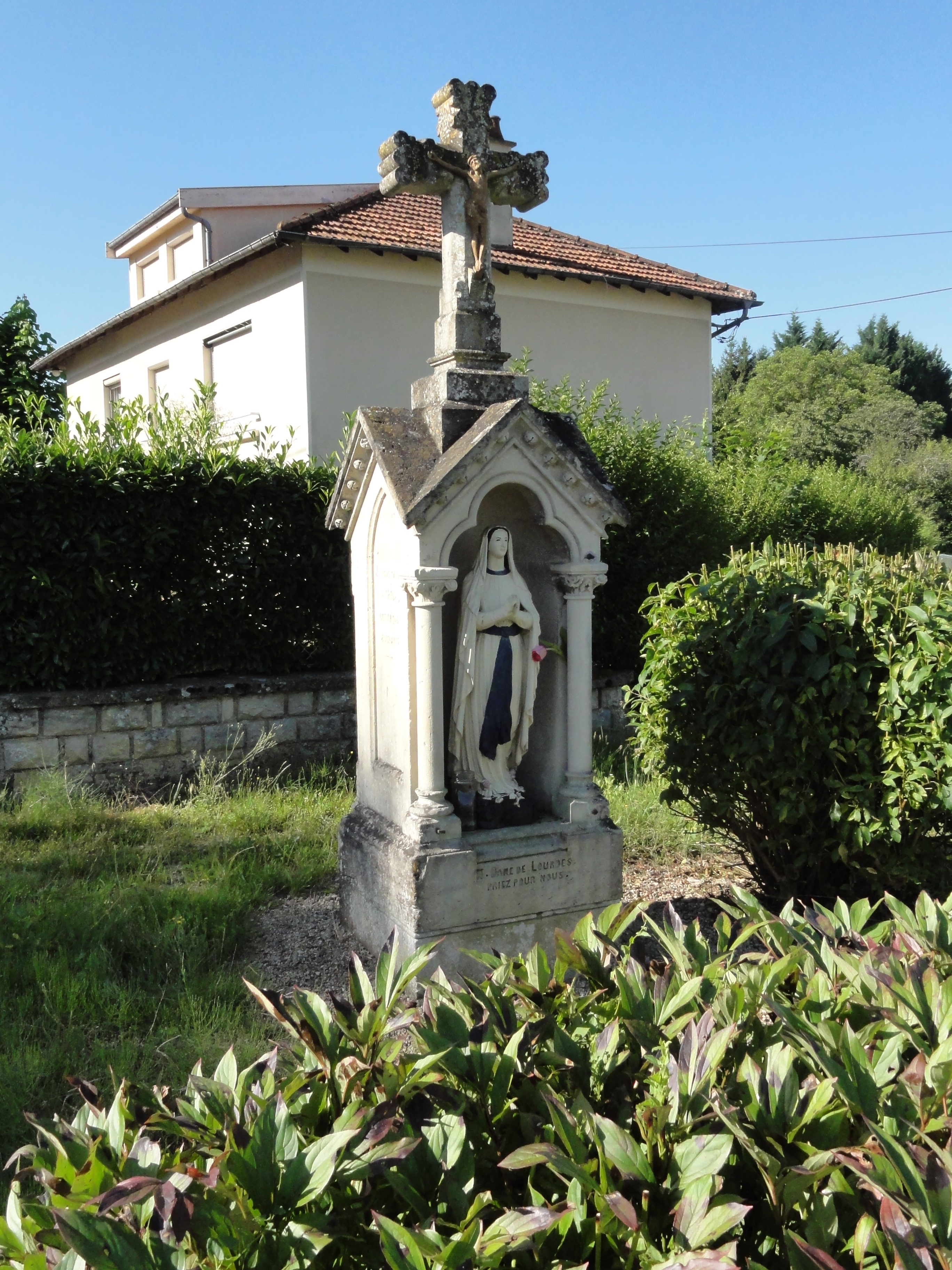
Oratoire.

### Personnalités liées à la commune
- Émile Debraux, écrivain et chansonnier français (1796-1831).

### Héraldique
| Blason de Sommelonne | Blason  | Coupé de gueules à la grappe de raisin feuillée accostée à dextre d'une croix ancrée et à senestre d'un vase le tout d'or ; et d'azur à la fontaine héraldique d'or remplie d'azur, traversé par une source d'argent. |
| Blason de Sommelonne | Détails | Armoiries composées et dessinées par R.A. Louis et adoptées par la commune en mars 2015. |